# Apohrosis
Apohrosis (in greco: Αποχρώσεις) è il decimo album in studio della cantante greca Helena Paparizou, pubblicato nel 2021.

## Tracce
1. Adiexodo (Αδιέξοδο) – 3:34
2. Se Xeno Soma (Σε Ξένο Σώμα) – 3:35
3. Apohrosis (Αποχρώσεις) – 3:03
4. Mi (Μη) – 2:55
5. Gia Poia Agapi (Για Ποια Αγάπη) – 3:26
6. Askopa Xenihtia (Άσκοπα Ξενύχτια) – 4:02
7. Mia Stagona Amartia (Μια Σταγόνα Αμαρτία) – 4:05
8. Etsi Einai I Fasi (featuring Sakis Rouvas) (Έτσι Είναι Η Φάση) – 3:22
9. Kati Skoteino (Κάτι Σκοτεινό) – 4:02
10. Mila Mou (Μίλα Μου) – 3:05
11. Deja Vu (featuring Marseaux) – 3:09
12. Den Epistrepsa (Δεν Επέστρεψα) – 3:23
13. Anamoni (Αναμονή) – 4:49